# Jan-Olof Selén
Jan-Olof Selén, född 1944, är en svensk ämbetsman som var generaldirektör för Sjöfartsverket 2000–2009. Han var dessförinnan bland annat departementsråd vid Kommunikationsdepartementet.